# Fjalar och Galar
Fjalar och hans bror Galar är i nordisk mytologi två dvärgar som tillsammans dödar guden Kvaser. De gör skaldemjöd av hans blod. De två onda dvärgarna bjuder sedan hem jätten Gilling som de vid en fisketur dödar och lite senare dödar de även hans hustru som börjat bli alldeles utom sig av sorg då hon fått höra vad de gjort med maken. Mjödet tvingas de att lämna ifrån sig till Suttung när han hämnas sina döda föräldrar. 